# Anna Christie (sztuka)
Anna Christie – czteroaktowa sztuka autorstwa Eugene’a O’Neilla, za którą zdobył nagrodę Pulitzera w dziedzinie dramatu (1922). Jej premiera odbyła się 2 października 1921 w Vanderbilt Theatre na Broadwayu i cieszyła się dużym uznaniem krytyków. Łącznie wystawiano ją przez dwadzieścia dwa tygodnie, do kwietnia 1922. Oryginalną inscenizację określa się współcześnie mianem cudu realistycznego aktorstwa i scenografii.
Sztuka uchodzi za najwcześniejsze dzieło O’Neilla, wystawiane po dziś dzień. Jak napisał Thomas S. Hischak, autor książki 100 Greatest American Plays (2017), „to dzieło realizmu, jakie tylko O’Neill potrafił wyczarować. Sztuka emanuje atmosferą, a dialogi przeplatane są prymitywnymi wersami poetyckimi, odpowiednimi dla występujących w niej postaci”. Według historyka Paula Avricha – autora książki Anarchist Voices (1995) – tytułowa bohaterka została oparta na postaci Christine Ell, anarchistycznej kucharki z Greenwich Village, która była kochanką Edwarda Myliusa, radykała urodzonego w Belgii i żyjącego w Anglii, który zniesławił brytyjskiego króla Jerzego V.

## Fabuła

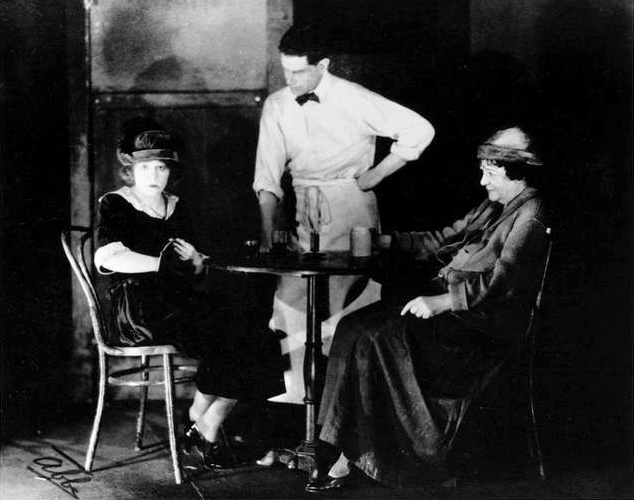
Oryginalna inscenizacja z 1921

Zrzędliwy Szwed Chris Christopherson jest właścicielem barki przewożącej węgiel. Wolny czas spędza w nadmorskim barze na Manhattanie, prowadzonym przez Johnny’ego razem z innymi żeglarzami oraz twardą Marthy Owen. Przed laty Christopherson wysłał swoją córkę Annę na wychowanie do krewnych w stanie Minnesota, ale – o czym nie miał świadomości – została wykorzystana seksualnie przez kuzynów, po czym uciekła i została prostytutką. Ojciec otrzymuje list od Anny z informacją, że wraca do domu. Uważa ją za wytworną, dobrze wychowaną damę, ale gdy Anna wraca, okazuje się, że nie jest taka niewinna. Mimo to dla ojca pozostaje ideałem kobiecości, a uczucie to podziela szorstki, aczkolwiek dobroduszny marynarz Matt Burke, który się w niej zakochuje. Kiedy Anna w końcu wyznaje im prawdę o swoim losie, mężczyźni upijają się, a następnie zaciąganą na statek płynący do Afryki. Po wytrzeźwieniu uświadamiają sobie, że obaj kochają Annę i akceptują ją taką, jaka jest. Dziewczyna obiecuje, że poczeka, aż wrócą i stworzy im dom.

## Powstanie i analiza
Eugene O’Neill miał duże trudności z napisaniem dramatu, którego akcja rozgrywa się na dobrze mu znanym nowojorskim nabrzeżu. Początkowo zatytułowana Chris Christopherson sztuka z 1919 miała opowiadać o dręczonym marynarzu i jego niewinnej córce, która wbrew woli ojca pragnie poślubić marynarza. W głównej roli obsadzono obiecującą aktorkę Lynn Fontanne, lecz liczne problemy ze scenariuszem i produkcją sprawiły, że przygotowania do adaptacji przerwano, nim sztuka trafiła na Broadway.

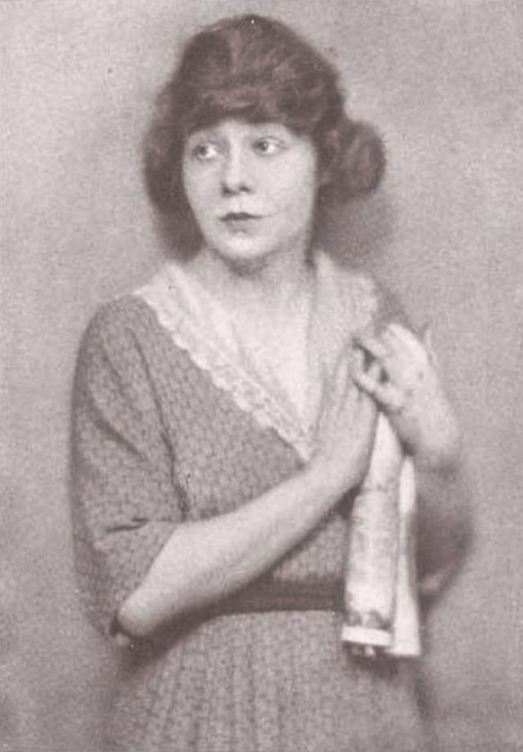
Lord jako Anna Christie na zdjęciu zamieszczonym w magazynie „Shadowland” (kwiecień 1922)

W 1921 O’Neill napisał nową wersję zatytułowaną The Ole Devil, ale nie została ona ani opublikowana, ani wyprodukowana. Gdy pisał Annę Christie, główną bohaterką stała się córka, która była mądra i obyta, podczas gdy jej ojciec nie dostrzegał realiów jej życia. Anna jest pierwszą ważną postacią kobiecą O’Neilla. Wcześniej koncentrował się on na męskich postaciach z marginesu, a kobiety w ich życiu – takie jak m.in. Ruth z napisanej przezeń sztuki Poza horyzontem (1920) – nie były postaciami centralnymi. Anna jest nie tylko główną siłą napędową tytułowego dramatu, ale także sumieniem sztuki. Marthy i Chris dużo o niej mówią, więc oczekiwania są coraz większe, ponieważ widzowie chcą zobaczyć tę dobrze wychowaną kobietę. Gdy w końcu wchodzi, iluzoryczny opis córki przez jej ojca rozmija się z rzeczywistością. Fakt, że nie jest damą sprawia, iż publiczność jeszcze bardziej wydaje się zaintrygowana. Pierwsza kwestia Anny w sztuce, skierowana do barmana Johnny’ego w barze, uchodzi za jedną z najbardziej poruszających otwierających kwestii wypowiadanych przez postać w historii amerykańskiego teatru: „Daj mi whisky – imbirowy napój osobno. I nie bądź skąpy, kochanie”. Kiedy Anna mówi do zaniedbanej i załamanej Marthy, że „za czterdzieści lat będziesz mną”, nie jest to oznaką rozpaczy, lecz świadome stwierdzenie brutalnej rzeczywistości.
Gdy szorstki, ale niewinny Matt zakochuje się w niej, widząc ją tak jak jej ojciec, zarówno widzowie, jak i bohaterka wiedzą, że nie ma on pojęcia o prawdzie. Nawet gdy dowiaduje się o jej przeszłości i nią gardzi, Anna nie łagodzi ciosu kłamstwami ani wymówkami. Kocha go, ale zna fakty i wie, że to związek bez przyszłości.

## Odbiór

### Premiera i recenzje
Premiera rozgrywającej się w naturalistycznej scenografii z nastrojowym oświetleniem i efektami dźwiękowymi sztuki – produkowanej oraz reżyserowanej przez Arthura Hopkinsa – miała miejsce 2 października 1921 w Vanderbilt Theatre na Broadwayu, a obsadę stanowili Pauline Lord (Anna Christie), George F. Marion (Chris Christopherson), Frank Shannon (Matt Burke) i Eugenie Blair (Marthy Owen). Sztuka doczekała się 177 przedstawień i była grana do kwietnia 1922. W 1923 Anna Christie miała premierę w londyńskim Strand Theatre na West Endzie, dzięki temu stała się pierwszą sztuką w dorobku O’Neilla, wystawioną na wspomnianym West Endzie. Lord powtórzyła swoją rolę, a spektakl spotkał się z owacją na stojąco. Jak pisał „Time” „po pierwszym akcie kurtyna podniosła się kilkanaście razy podczas oklasków”.
Kenneth Macgowan z „The New York Globe” uznał, że „jeśli chodzi o czysty realizm, odarty ze wszystkich brzydkich elementów, Anna Christie jest najlepszym dziełem literackim, jakie kiedykolwiek napisał O’Neill”. Burns Mantle w opinii dla „New York Daily Mail”, pisał, że „Anna Christie góruje nad większością sztuk teatralnych w mieście”. Z kolei Percy Hammond na łamach „New-York Tribune” przekonywał, że „jeśli ponura, typowa cecha przygnębiających dzieł Eugene’a O’Neilla powstrzymywała cię dotąd od czytania jego sztuk, zignoruj ją na godzinę lub dwie i idź na Annę Christie.
Szczęśliwe zakończenie sztuki, w którym Anna przysięga, że poczeka na powrót Matta, zirytowało wielu krytyków, którzy uważali, że taka historia zasługiwała na tragiczne lub co najmniej gorzkie zakończenie. O’Neill, pisząc do „The New York Timesa” w reakcji na oburzenie Alexandra Woollcotta, który zakończenie określił mianem „szmiry”, przyznał, że nie uważa, by ostatnia scena była szczęśliwym zakończeniem. Thomas S. Hischak, przywołując słowa ojca Anny, mówiącego: „to stare diabelskie morze”, napisał, że jest ono nieprzeniknione dla ludzkich marzeń i że nikt nie jest w stanie przewidzieć, co wydarzy się w przyszłości, a szanse na to, że Matt czeka na Annę, a tym bardziej ona na niego, są nikłe. Według Hischaka, jednym z wielu czynników, dzięki którym sztuka osiągnęła sukces, była tytułowa rola Lord. W jego ocenie miała ona talent do kreowania dziewczęcej niewinności w swoich silnych postaciach, przez co widzowie wierzyli, że jest prostytutką, ale mogli też uwierzyć, że Matt mógłby ją kochać.
Sztuka współcześnie uchodzi za jedno z najlepszych dzieł w dorobku O’Neilla charakteryzujących się realizmem, a oryginalna inscenizacja była określana cudem realistycznego aktorstwa i scenografii.

## Wybrane wznowienia i ekranizacje

### Teatr

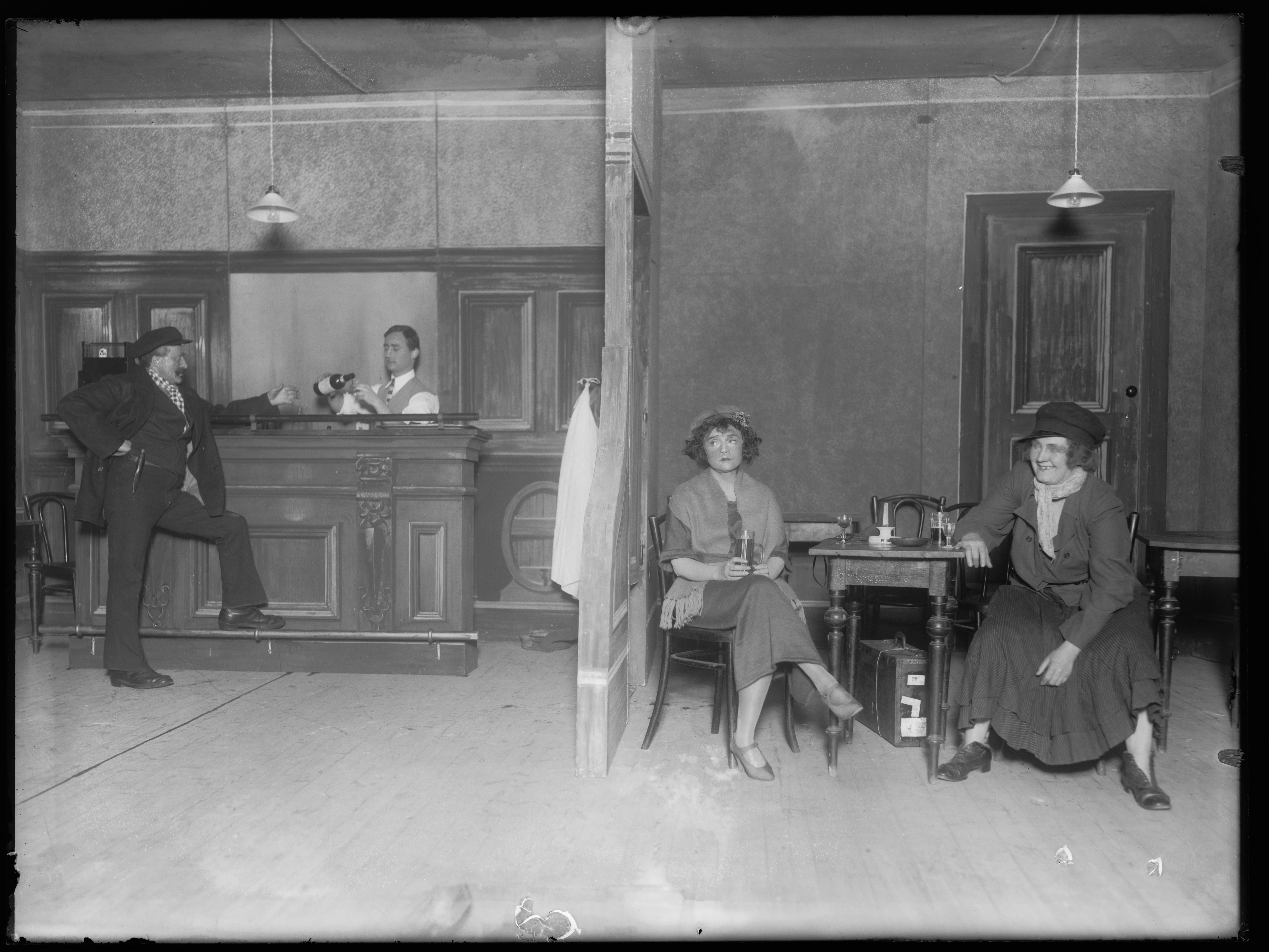
Norweska adaptacja w Centralteatret w Oslo (data nieznana)

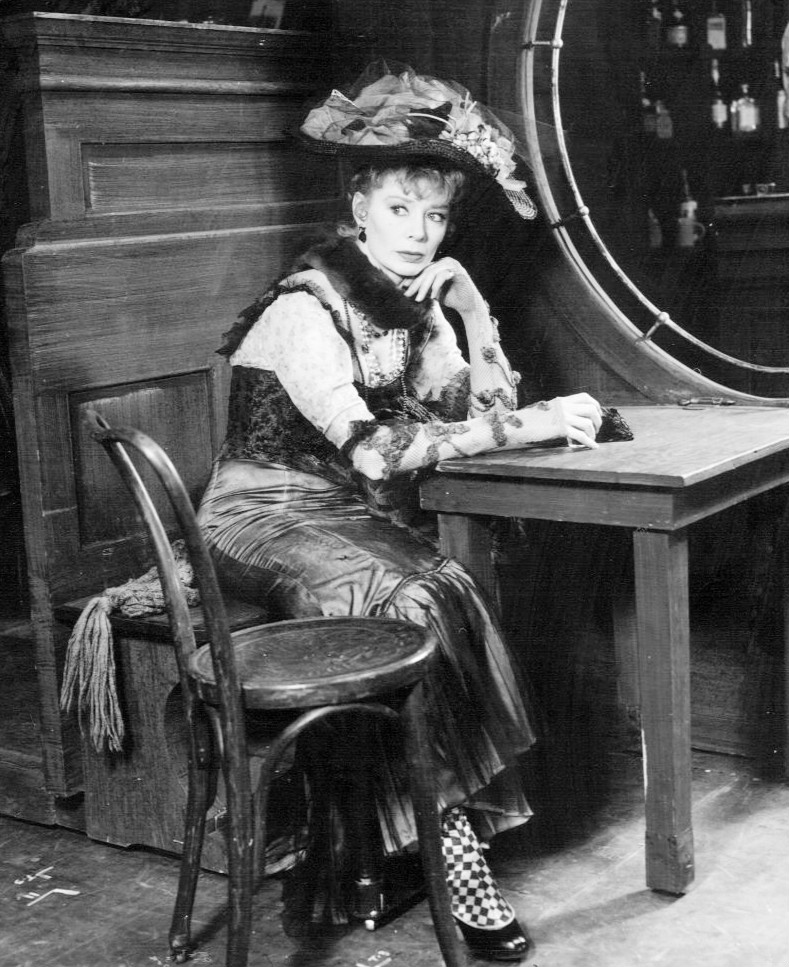
Gwen Verdon jako Anna w musicalowej adaptacji New Girl in Town (1957)

Ze względu na pozornie optymistyczne zakończenie, Anna Christie jest mniej ponura i w związku z tym często wznawiana, m.in. przez ambitne zespoły teatralne w całych Stanach Zjednoczonych.
- W maju 1939 na scenie Wheeler Auditorium na kampusie Uniwersytetu Kalifornijskiego w Berkeley (Cal) wystawiano wznowienie, które reżyserował Edwin Duerr. Matta Burke’a sportretował początkujący aktor Gregory Peck, który zebrał krytyczne oceny; zarzucano mu m.in. brak umiejętności[14].
- Latem 1941 Ingrid Bergman portretowała główną bohaterkę w reżyserowanym przez Johna Housemana wznowieniu; sztukę wystawiano w Santa Barbara i San Francisco w Kalifornii oraz w Maplewood w stanie New Jersey. W jednej z recenzji prasowych napisano, że „[Bergman] nadała dramatowi O’Neilla poetycką interpretację, a robiąc to zyskała sobie miejsce w historii teatru Stanów Zjednoczonych”. Pozostałą część obsady uzupełnili J. Edward Bromberg (Chris Christopherson), Damian O’Flynn (Matt Burke) i Jessie Bosley (Marthy Owen)[15][16].
- W 1952 spektakl w reżyserii Michaela Gordona powrócił na Broadway – pierwszy raz po ponad trzydziestu latach. W rolę zgorzkniałej Anny wcieliła się Celeste Holm, a partnerowali jej Kevin McCarthy (Matt Burke), Art Smith (Chris Christopherson) i Grace Valentine (Marthy Owen). Chłodne przyjęcie ze strony krytyków nie przeszkodziło sztuce odnieść na tyle znaczącego sukcesu, że po dwóch tygodniach wystawiania jej w New York City Center przeniosła się na kolejne dwa do mniejszego teatru[12].
- W 1955 w Meksyku wystawiono Annę Christie, którą reżyserował Tulio Demicheli, a główną rolę zagrała Silvia Pinal[17].
- Od 14 maja 1957 do 24 maja 1958 w 46th Street Theatre na Broadwayu wystawiano przebojowy musical New Girl in Town z muzyką Boba Merrillego, będący adaptacją Anny Christie. W roli Anny występowała Gwen Verdon, która została laureatką Tony Award za najlepszą rolę pierwszoplanową w musicalu. Statuetkę zdobyła też Thelma Ritter, portretująca Marthy Owen[18].
- W 1966 w Huntington Hartford Theatre w Los Angeles z powodzeniem wystawiano wznowioną wersję w reżyserii Jacka Garfeina z Carroll Baker jako tytułową bohaterką. James Whitmore portretował Chrisa Christophersona, a w Marthy Owen wcielała się Hermione Baddeley[19].
- W 1977 José Quintero wyreżyserował przebojowe wznowienie z Liv Ullmann w roli Anny. Przychylne recenzje pozwoliły na wystawianie spektaklu przez szesnaście tygodni. Obsadę sztuki uzupełnili John Lithgow (Matt Burke), Robert Donley (Chris Christopherson) i Mary McCarty (Marthy Owen)[12]. Ullmann za swoją rolę zdobyła Outer Critics Circle Award[20] i nominację do Tony Award dla najlepszej aktorki w sztuce. Również McCarty wyróżniono nominacją dla najlepszej aktorki drugoplanowej[21].
- W 1990 w londyńskim Young Vic wystawiono sztukę z Natashą Richardson w głównej roli[22].
- W 1993 w Roundabout Theatre w Nowym Jorku wystawiano wznowienie Anny Christie. Reżyserowana przez Davida Leveaux sztuka odniosła krytyczny sukces, a obsadę stanowili: Natasha Richardson (Anna), Liam Neeson (Matt Burke), Rip Torn (Chris Christopherson) oraz Anne Meara (Marthy Owen)[12]. Produkcja otrzymała Tony Award za najlepsze wznowienie sztuki teatralnej[21], Richardson, Neeson i Meara byli nominowani w kategoriach aktorskich, a Leveaux w reżyserskiej[23]. Anna Christie zdobyła również Drama Desk Award za wybitne wznowienie sztuki, z kolei Richardson, którą nominowano w kategorii Wybitna aktorka w sztuce teatralnej, zdobyła Outer Critics Circle Award za Wybitny debiutancki występ. Drugą nagrodę otrzymała produkcja za Wybitne wznowienie sztuki. Richardson i Neeson triumfowali też w kategoriach aktorskich, zdobywając Theatre World Award[23].
- W 2002 nową wersję wyreżyserował Gar Campbell w Pacific Resident Theatre (PRT) w Los Angeles, a główną bohaterką portretowała Lesley Fera. Steven Leigh Morris z „LA Weekly” przyznał, że „największym triumfem jest aktorstwo, dbałość o stworzenie iluzji realizmu z płomienną autentycznością, gdzie dobroć miesza się z nieświadomym okrucieństwem”[24].
- W 2011 w londyńskim Donmar Warehouse wystawiano chwalone przez krytyków wznowienie w reżyserii Roba Ashforda. Główną obsadę sztuki stanowili Ruth Wilson (Anna), Jude Law (Matt Burke) oraz David Hayman (Chris Christopherson)[25]. Produkcja otrzymała dwie Laurence Olivier Award – za najlepsze wznowienie i dla najlepszej aktorki (Wilson)[26].
- W 2025 Anna Christie doczekała się wznowienia w off-broadwayowskim St. Ann’s Warehouse w reżyserii Thomasa Kaila. W głównych rolach występowali Michelle Williams i Mike Faist[27].

### Film

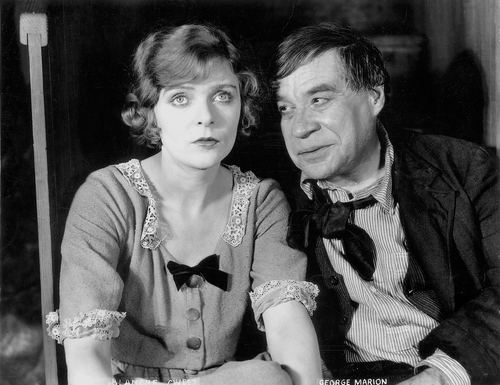
Blanche Sweet i George F. Marion w kadrze z filmowej adaptacji (1923)

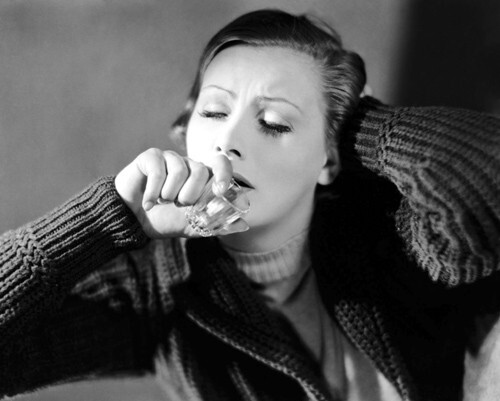
Greta Garbo jako Anna Christie w kadrze z ekranizacji z 1930. Rola ta przyniosła jej nominację do Oscara

- Pierwszą filmową adaptacją Anny Christie był niemy dramat o tym samym tytule (1923, reż. John Griffith Wray). Główną bohaterkę sportretowała Blanche Sweet, George F. Marion powtórzył sceniczną rolę ojca Anny, William Russell sportretował Matta Burke’a, a Eugenie Besserer Marthy Owen[3]. Studio nie przejęło się cenzurą i opowiedziało tę samą historię, dodając również retrospekcję wyjaśniającą przeszłość Anny[12].
- Fabułę zaginionego filmu Kiri no Minato (1923, reż. Kenji Mizoguchi) częściowo oparto na historii Anny Christie[28].
- W 1930 – w erze Pre-Code – Metro-Goldwyn-Mayer zrealizowało obraz Anna Christie (reż. Clarence Brown) z Gretą Garbo w roli Anny, dla której był to pierwszy film dźwiękowy w jej dorobku. Przed premierą wytwórnia reklamowała produkcję sloganem „Garbo mówi!”. Jak przyznał Hischak, „kiedy w końcu weszła do saloonu i wygłosiła kwestię sceniczną głębokim, zmęczonym głosem, Garbo ponownie stała się gwiazdą”[29]. Mimo że film charakteryzował się prostą produkcją, słabym dźwiękiem i powolnym tempem[30], był kasowym przebojem, a Garbo uzyskała swoją pierwszą nominację do nagrody Akademii Filmowej dla najlepszej aktorki pierwszoplanowej (także za rolę w filmie Romans [1930, reż. Clarence Brown])[31][32]. George F. Marion ponownie powtórzył rolę Chrisa Christophersona, ojca Anny, Charles Bickford sportretował Matta Burke’a, a Marie Dressler zagrała Marthy Owen. Dla Hischaka film jest „bardzo satysfakcjonujący dzięki grze aktorskiej”[30]. Również w 1930 zrealizowano niemieckojęzyczną wersję Anny Christie (reż. Jacques Feyder), w której to Garbo partnerowali Hans Junkermann (Chris Christopherson), Theo Shall (Matt Burke) i Salka Viertel (Marthy Owen)[32].
- Pierwsza telewizyjna ekranizacja sztuki (20-minutowy film krótkometrażowy) powstała w 1936 (reż. George More O’Ferrall), zrealizowana przez BBC, z Florą Robson[30][33].
- W 1952 zrealizowano dla Celanese Theatre w stacji ABC telewizyjną wersję z June Havoc (Anna) i Richardem Burtonem (Matt Burke)[30][34].
- W 1957 powstała dla ITV Television Playhouse brytyjska adaptacja telewizyjna. W rolach głównych wystąpili Diane Cilento (Anna) i Sean Connery (Matt Burke)[30][35].